# Lillkölträsket
Lillkölträsket är en sjö i Luleå kommun i Norrbotten och ingår i Råneälven-Altersundets kustområde. Sjön har en area på 0,112 kvadratkilometer och ligger 51,9 meter över havet.

## Delavrinningsområde
Lillkölträsket ingår i det delavrinningsområde (733106-178050) som SMHI kallar för Ovan Pålträskbäcken. Medelhöjden är 87 meter över havet och ytan är 30,07 kvadratkilometer. Det finns inga avrinningsområden uppströms utan avrinningsområdet är högsta punkten. Avrinningsområdets utflöde Lakabäcken mynnar i havet. Avrinningsområdet består mestadels av skog (75 procent) och sankmarker (11 procent). Avrinningsområdet har 0,26 kvadratkilometer vattenytor vilket ger det en sjöprocent på 0,9 procent.